# Rete tranviaria provinciale di Cremona
La rete tranviaria provinciale di Cremona collegava il capoluogo lombardo con una parte della sua provincia.
Tali linee tranviarie ebbero per buona parte della loro vita una gestione in comune, prima nelle mani della "Società Tranvie nella Provincia di Cremona" (STPC), poi della "Società Nazionale Ferrovie e Tramvie" (SNFT) e infine della "Tramvie Provinciali Cremonesi" (TPC).

## Struttura della rete
La rete interurbana provinciale era costituita dalle seguenti linee tranviarie:
- la Cremona-Casalmaggiore (1888-1954), con le diramazioni Ca' de' Soresini-San Giovanni in Croce (1888-1928) e Casalmaggiore-Ponte Majocche (1888-1933);
- la Cremona-Ostiano (1889-1955);
- la Cremona-Asola (1927 / 1929-1955).

Inoltre, la città di Cremona fu dotata, dal 1915 al 1940, di una rete tranviaria urbana e fu capolinea della tranvie per Piacenza e per Fiorenzuola. Il territorio provinciale fu interessato da altre linee tranviarie: il cremasco era attraversato dalle tranvie Lodi-Treviglio-Bergamo e dalla Lodi-Crema-Soncino. La stessa Soncino fu capolinea delle tranvie Bergamo-Soncino  e Brescia-Soncino, mentre ad Ostiano la tranvia si congiungeva con quella diretta a Brescia.
Vi furono almeno due tentativi effettuati dall'amministrazione provinciale cremonese allo scopo di costruire una linea tranviaria fra Crema e il capoluogo: uno negli anni ottanta del XIX secolo, l'altro negli anni venti del XX secolo, ma si conclusero con un nulla di fatto.

## Storia

### Contesto storico
Nella seconda metà degli anni settanta del XIX secolo, numerose province italiane iniziarono ad interessarsi alla costruzione di linee tranviarie per migliorare i collegamenti fra i capoluoghi e i centri più importanti presenti nel territorio. La tranvia a quel tempo univa il vantaggio della trazione a vapore delle linee ferroviarie all'economicità di costruzione ed esercizio, per cui era indicata per le ristrette finanze degli enti provinciali.
La provincia di Cremona si era dotata già nel 1878 di un Capitolato normale per le costruzioni tranviarie nella Provincia: un corpo normativo determinante le caratteristiche da rispettare per ottenere la concessione dell'occupazione di strade provinciali. Fu solo dopo la seconda metà degli anni ottanta che l'ente provinciale approvò le prime concessioni, nonostante le altre provincie dei dintorni, come Milano, Mantova e Brescia si fossero già dotate di una rilevante rete tranviaria e nonostante la Deputazione avesse concesso a titolo gratuito l'occupazione del suolo delle strade provinciali interessate dalle tranvie Lodi-Treviglio-Bergamo e dalla Lodi-Crema-Soncino.
I motivi di questo ritardo furono diversi, tra cui lo scarso interesse delle società ferrotranviarie ad avviare attività in una zona priva di attività industriali come quella della provincia cremonese, ma anche le modeste disponibilità finanziarie della Deputazione, l'organo esecutivo dell'amministrazione provinciale. Nel 1879, la Casa Levi di Torino aveva presentato un progetto di tranvia da Cremona a San Giovanni in Croce che non si realizzò sia per intoppi burocratici sia per la crisi finanziaria che colpì successivamente la società piemontese.

### Progettazione e costruzione delle linee tranviarie
Nel 1883, la Deputazione presentò al Consiglio tre proposte sui possibili collegamenti tranviari da realizzare nella provincia. Esse formarono la base sulla quale saranno presentate le domande sia di concessioni tranviarie sia di quelle ferroviarie degli anni seguenti:
- la Cremona-Ca' de Soresini-Casalmaggiore, con diramazioni Ca' de Soresini-San Giovanni in Croce e Casalmaggiore-Ponte Majocche;
- la Cremona-Soresina-Soncino;
- la Cremona-Ponte al Po-Mezzano[7].

L'obiettivo della tranvia Cremona-Casalmaggiore, con le sue diramazioni, era il miglioramento dei collegamenti tra i centri abitati del mandamento casalasco verso il capoluogo provinciale e verso le stazioni ferroviarie della Piadena-Parma. La diramazione per Ponte Majocche, fermata della tranvia Mantova-Viadana, avrebbe dovuto rappresentare un fondamentale raccordo per il trasporto cumulativo di merci da e per la provincia di Mantova. Il secondo progetto tranviario, poi realizzato sotto forma di ferrovia dalla Società Nazionale Ferrovie e Tramvie tra il 1914 e il 1926, mirava a facilitare i collegamenti con Soncino, dove convergevano diverse linee tranviarie, e con Soresina, importante stazione della Treviglio-Cremona. Il terzo progetto era il completamento sul suolo cremonese della tranvia Piacenza-Mezzano.
Nonostante la Provincia avesse contattato diverse società di costruzioni tranviarie e avesse stanziato 600.000 Lire per i tre progetti, solo nel 1887 fu presentata la prima domanda. Due soggetti, la società inglese Piacenza-Bettola-Cremona Tramways Company Lmt e il signor Giovanni Biglia di Torino, si fecero avanti per la Cremona-Casalmaggiore e diramazioni. Fu preferito il secondo, in quanto proposto dal Comitato dei comuni per la Cremona-Casalmaggiore che si era costituito negli anni precedenti allo scopo di favorire la costruzione della strada ferrata. La concessione fu approvata il 13 giugno 1887. mentre la linea fu inaugurata ufficialmente il 13 luglio 1888. Le diramazioni per San Giovanni in Croce e per Ponte Majocche furono aperte il 15 settembre e il 29 agosto.
La Cremona-Casalmaggiore esaurì lo stanziamento del 1883. Nella seduta del 3 e del 4 maggio 1887 il Consiglio approvò un ulteriore stanziamento di 600.000 Lire e aggiunse alla lista la tranvia Cremona-Ostiano, richiesta fortemente da alcuni consiglieri. Questa linea suscitò l'interesse dell'Ing. Carlo Bastogi di Pavia che presentò domanda di concessione, ottenendola il 21 gennaio 1888. Sarà poi aperta il 2 febbraio 1889 in maniera parziale, perché priva del tronco che attraversava la Pavia-Mantova e del permesso della Prefettura di utilizzare il ponte sull'Oglio di Ostiano. L'apertura completa avvenne nel corso del 1891.
La concessione della Cremona-Mezzano fu invece ottenuta dalla società inglese Piacenza-Bettola-Cremona Tramways Company Lmt, la quale era già concessionaria della tranvia Piacenza-Mezzano che divenne Piacenza-Cremona. La linea tranviaria fu completata il 20 settembre 1892.
La città di Cremona non riuscì a far confluire le tre tranvie presso un'unica stazione. La tranvia Piacenza-Cremona si attestava presso l'area dell'ex ortaglia Pallavicino, mentre la stazione delle tranvie Cremona-Ostiano e Cremona-Casalmaggiore si trovava in via Dante. I due impianti furono uniti da un binario di raccordo, necessario per il trasporto cumulativo di merci, solamente nel 1899.

### Dalla SNFT all'amministrazione provinciale
Le tranvie attestanti alla stazione di via Dante cambiarono più volte proprietà nel corso degli anni novanta del XIX secolo. Nel 1899 entrambe erano esercite dalla torinese Società Tranvie nella provincia di Cremona che l'anno successivo le cedette alla Società Nazionale Ferrovie e Tramvie (SNFT), nata e cresciuta grazie alla rete tranviaria parmense.
Nel corso degli anni in cui gestì la rete provinciale cremonese, la SNFT iniziò a costruire ed esercire la linea ferroviaria Iseo-Edolo. Forte di questa esperienza, la Società Nazionale reputò conveniente ai suoi interessi completare la rete tranviaria provinciale costruendo la ferrovia Cremona-Soresina-Soncino in luogo della proposta tranviaria del 1883. La Deputazione provinciale approvò l'idea presentando al governo domanda di concessione la quale fu poi ritirata a favore di quella presentata dalla SNFT. La concessione della Soncino-Soresina fu approvata nel 1912 e la linea fu completata nel 1914, esercita nei primi mesi dalla sezione direttiva tranviaria di Cremona. La Soresina-Sesto cremonese-Cremona fu concessa nel 1915, ma fu completata solo nel 1926 a causa del primo conflitto mondiale, quando la SNFT si era allontanata dal mercato dei trasporti tranviari. Entrambi i tronchi ferroviari divennero parte del complesso della ferrovia Cremona-Iseo.
Tra il 1915 e il 1916, la Società Nazionale aveva manifestato l'intenzione di abbandonare l'esercizio delle linee tranviarie cremonesi, come in precedenza era avvenuto per quelle parmensi. La provincia cremonese procedette a riscattare le linee tranviarie versando alla SNFT il prezzo concordato di 1 165 000 Lire. Il 31 ottobre 1916 avvenne il formale passaggio dalla società ad una sezione apposita dell'amministrazione provinciale: la Tramvie Provinciali Cremonesi (TPC).

### Allargamento della rete e introduzione della trazione endotermica

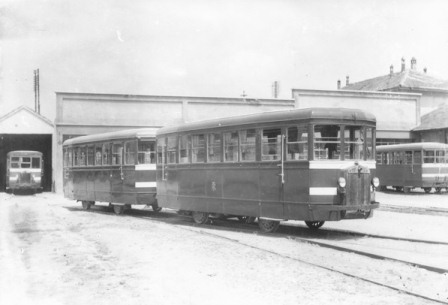
Stazione TPC di via Dante

La Tramvie Provinciali Cremonesi mise in studio un ambizioso progetto mirante a ristrutturare la rete, rinforzando gli armamenti, rettificando i percorsi ed elettrificando le linee. Inoltre si parlava di costruire due nuove tranvie: la Cremona – Asola e la Pizzighettone – Crema – Cassano d'Adda. Il conflitto bellico e la mancanza di risorse finanziarie e creditizie da parte dell'amministrazione provinciale resero il tutto lettera morta: ci si limitò a restaurare le locomotive a vapore e a rettificare alcune parti di tracciato..
L'idea della tranvia Cremona-Asola, il cui progetto era stato steso dalla SNFT negli anni dieci, fu riproposta al termine del conflitto mondiale. Si trattava di costruire ex novo una linea tranviaria da Montanara, fermata della Cremona – Ostiano, fino alla città mantovana di Asola, scalo terminale della tranvia Mantova-Asola. La linea fu aperta in due momenti: da Montanara a Isola Dovarese il 26 novembre 1927 e da Isola Dovarese ad Asola il 18 dicembre 1929.
Agli inizi degli anni trenta, la TPC era in dubbio tra realizzare il progetto di elettrificazione delle linee o seguire il piano redatto dall'ingegner Nadel, che mirava a mantenere solo la Cremona-Asola e a sostituire con servizi di autobus le due restanti tranvie. Nel 1931 la FIAT prospettò alla dirigenza la possibilità di impiegare automotrici leggere motorizzate a benzina, strettamente derivate dal tipo ALb 25 già fornito alla breve ferrovia Cerignola Città-Cerignola Campagna. L'ingegner Bortini predispose una relazione sulla possibile introduzione di questo tipo d'automotrice, nella quale si prospettava un aumento della velocità commerciale, del comfort di viaggio e dell'utenza. La possibilità di riuscire a raggiungere il pareggio di bilancio del settore tranviario entro il 1934 convinse l'amministrazione provinciale ad approvare il piano: furono acquistate otto automotrici tranviarie e cinque rimorchi, che giunsero a Cremona tra il 1933 e il 1934. Le corse sperimentali partirono il 10 luglio del 1933, mentre dal luglio dell'anno successivo i tram a vapore rimasero solo per il trasporto di merci e i convogli misti. Nonostante che nell'ottobre del 1933 ebbe inizio lo smantellamento delle tranvie mantovane, causando una forte riduzione del servizio merci cumulativo, l'introduzione delle automotrici incrementò il traffico viaggiatori oltre le aspettative e garantì il pareggio di bilancio fino al 1951.

### Gli anni trenta e la guerra mondiale
Nel 1928 la TPC decise di terminare l'esercizio della diramazione Ca' de Soresini – San Giovanni in Croce e il personale fu trasferito sulla nuova Cremona-Asola. Da quell'anno si verificò anche una riduzione progressiva del traffico passeggeri e merci per le altre due tranvie, per cui la TPC fu costretta a ridurre le coppie di corse a partire dal 1930. La tranvia Casalmaggiore – Ponte Majocche non fu toccata dal taglio; tuttavia a partire dal 1931 ci fu un drastico calo del numero di passeggeri e questo convinse la società provinciale a terminare il servizio viaggiatori. Il trasporto cumulativo di merci su questa diramazione fu mantenuto fino al 1934, quando il disarmamento completo della rete tranviaria mantovana la rese inutile.
L'impiego delle automotrici vide l'incremento del traffico passeggeri e quindi la TPC, oltre ad aumentare le coppie di corse, investì nell'ammodernamento della rete necessario a sfruttare le caratteristiche tecniche dei nuovi mezzi tranviari. Nel 1938 furono acquistati dalla Badoni dei locomotori a carrelli alimentati a benzina, i quali sostituirono le vecchie locomotive a vapore per il trasporto dei carri merci.
La seconda guerra mondiale ebbe pesanti ripercussioni per la TPC. Il bombardamento che Cremona subì il 10 luglio 1944 colpì la stazione tranviaria uccidendo un manovale, distruggendo completamente officina e rimesse, danneggiando automotrici, locomotori Badoni e diversi rimorchi. Il servizio riprese il 13 luglio, ma solo con una coppia di corse per linea, che salirono a due il mese successivo. La rete subì ulteriori attacchi fino alla fine di aprile. Al termine dell'estate del 1945 fu riattivata una terza coppia di corse su tutte e tre le tranvie.

### Dismissione della rete
Il dopoguerra fu caratterizzato dal ripristino degli armamenti danneggiati dal conflitto. Le condizioni del materiale rotabile erano precarie; la TPC era però intenzionata ad investire solamente nella certezza che le concessioni tranviarie della Cremona-Casalmaggiore e della Cremona-Ostiano, in scadenza rispettivamente nel luglio 1948 e nel luglio 1949, fossero prorogate per un lasso di tempo che giustificasse le spese. Il rinnovo fu approvato solo fino al 31 luglio 1950 e poi prorogato alla stessa data del 1952, nonostante la forte opposizione dell'ANAS. L'ente stradale, infatti, non intendeva concedere ulteriormente il suolo della Strada statale 10 Padana Inferiore, utilizzata dalle tranvie per Ostiano e Asola.
La nuova giunta provinciale cremonese istituì una commissione con il compito di studiare il problema del mantenimento della rete tranviaria. La commissione presentò a giunta e consiglio provinciale alcune soluzioni possibili:
1. ristrutturazione delle tranvie, con il rinnovo del materiale rotabile acquistando automotrici diesel;
2. loro ricostruzione su sede ferroviaria;
3. sostituzione con filovie, sulla falsariga di quanto operato in provincia di Verona;
4. trasformazione in servizi automobilistici.

La giunta preferì l'ultima opzione, dopo aver valutato pro e contro di tutte le soluzioni, e nella seduta del 26 maggio 1952 il consiglio provinciale approvò la soppressione della rete tranviaria.
Dal settembre 1952 furono introdotte la prima corse di autobus sulla Cremona-Casalmaggiore, mentre il 14 marzo 1954 cessò il servizio tranviario su tutta la linea. L'anno successivo toccò alla Cremona-Ostiano (22 maggio) e alla Cremona-Asola (1º luglio).